# South Platte (rivière)
Pour les articles homonymes, voir Platte.
La rivière South Platte est l'un des deux affluents principaux (avec la North Platte) de la rivière Platte. Elle fait partie du bassin hydrographique du fleuve Mississippi par la rivière Missouri. Son tracé passe par les États du Colorado et du Nebraska aux États-Unis.

## Parcours
La rivière se forme dans le comté de Park dans le Colorado au sud-ouest de la ville de Denver. Elle naît de la réunion des rivières South Fork South Platte (en) et Middle Fork South Platte (en) à environ 24 km au sud-ouest de la localité de Fairplay. La plupart des cours d'eau de l'endroit proviennent du flanc orientale de la cordillère de Mosquito Range (en).
La rivière traverse ensuite le Platte Canyon (en) (parfois nommé Canyon Waterton) qui est long d'environ 80 km tout en recevant les eaux de la rivière North Fork South Platte (en). La rivière arrive alors au sud-ouest de la banlieue de Denver où elle se déverse dans le réservoir artificiel d'eau douce de Chatfield Reservoir (en) qui est très utile pour la cité de Denver et sa métropole.
La rivière prend la direction du nord et traverse le centre de la cité de Denver qui fut fondée le long de sa rive à l'endroit où le ruisseau Cherry Creek la rejoint. La vallée au niveau de Denver est très industrialisée et possède de nombreuses routes (par exemple Interstate 25) et voies de chemins de fer.
Au nord de la cité, elle capte les eaux de son affluent nommé Clear Creek qui provient des montagnes et qui a été à l'origine de la ruée vers l'or de Pikes Peak. La rivière traverse ensuite une région agricole de Piedmont, passe près des localités de Brighton et Fort Lupton. Elle est rejointe par les cours d'eau Saint Vrain Creek, Little Thompson (en), Big Thompson, et Cache la Poudre
La rivière tourne ensuite vers l'Est et traverse les plaines orientales du Colorado en traversant Fort Morgan et Brush. Elle oblique vers le nord-est vers Sterling pour entrer dans l'État du Nebraska au niveau de Julesburg. Elle rejoint alors la rivière North Platte près de la ville de North Platte en formant ainsi la rivière Platte.